# Marko Smoler

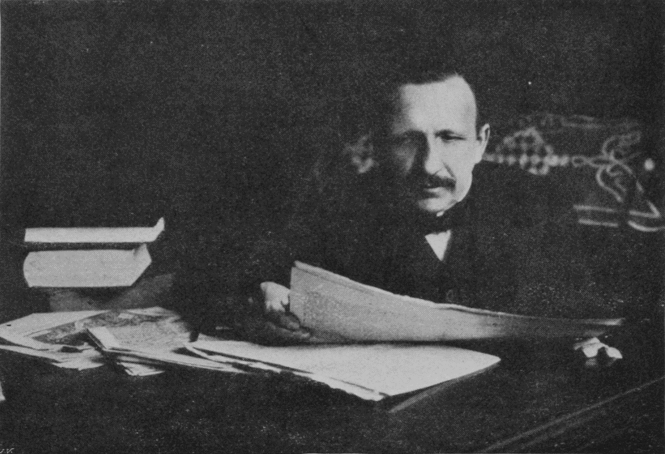
Marko Smoler um 1911

Marko Domaš Alexander Smoler (deutsch Marko Thomas Alexander Schmaler; * 21. Dezember 1857 in der Seidau; † 11. April 1941 in Bautzen) war ein sorbischer Verleger und Redakteur, u. a. der sorbischen Tageszeitung Serbske Nowiny.

## Leben

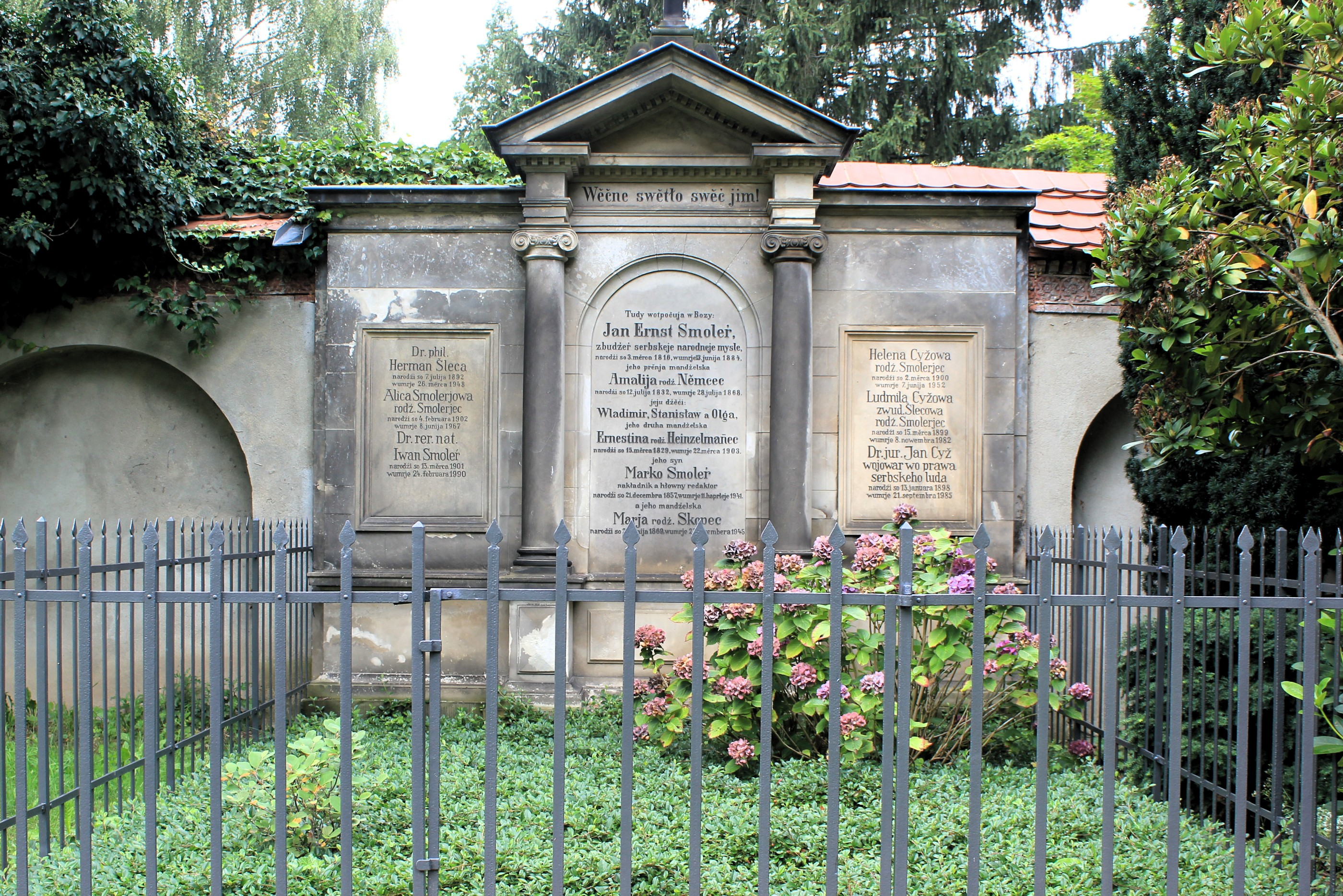
Das Smoler’sche Familiengrab auf dem Protschenberg

Er wurde als zweiter Sohn von Jan Arnošt Smoler in der Seidau vor den Toren Bautzens geboren und besuchte das Städtische Gymnasium. Schon in jungen Jahren schrieb er Erzählungen und übersetzte u. a. aus dem Russischen und Tschechischen. 1875 gehörte er zu den Begründern des sorbischen Studententreffens Schadźowanka. Ab 1877 leitete er die von seinem Vater begründete Schmaler’sche Buchdruckerei (Smolerjec knihićišćernja) auf dem Grundstück des späteren Wendischen Hauses am Lauengraben, wo die Familie dann auch wohnte. In seinem Verlag erschienen damals beinahe alle sorbischen Zeitungen und Zeitschriften. Von 1884 bis zu deren Verbot durch die Nationalsozialisten 1937 war Smoler Redakteur und Herausgeber der Serbske Nowiny. Smoler war in zahlreichen sorbischen Vereinen aktiv und 1920 in Bautzen gemeinsam mit Jan Skala und Herman Šleca Mitbegründer der ersten sorbischen Sokoł-Einheit.
Marko Smoler wurde im Familiengrab auf dem Bautzener Protschenbergfriedhof begraben. Ein Schwiegersohn war Jan Cyž, Herausgeber der Serbske Nowiny.